# Suuri-Varpanen
Suuri-Varpanen är en sjö i kommunerna Heinävesi och Leppävirta i landskapen Södra Savolax och Norra Savolax i Finland. Sjön ligger 86,7 meter över havet. Den är 6,1 meter djup. Arean är 45 hektar och strandlinjen är 3,55 kilometer lång. Sjön  ingår i Vuoksens huvudavrinningsområde.   Den ligger omkring 100 kilometer nordöst om S:t Michel, omkring 56 kilometer sydöst om Kuopio och omkring 310 kilometer nordöst om Helsingfors. 